# ليلى كينونن
ليلى كينـّونن (Laila Kinnunen؛ هلسنكي، 8 نوفمبر 1939 - هينافيزي، 26 أكتوبر 2000) مغنية فنلندية. وهي إحدى أكثر المغنين الفنلنديين شعبية في الخمسينات والستينات، مثلت بلدها في مسابقة الأغنية الأوروبية عام 1961، في أول مشاركة لفنلندا في تلك المسابقة.
أمضت طفولتها لاجئة في السويد من الحرب العالمية الثانية ، عادت إلى فنلندا في سن العاشرة. وكان ألبومها الأول، الذي نشر عام 1957، قد لاقى نجاحاً واسعاً، واستمرت في نشر الموسيقى حتى عام 1980.

## وصلات خارجية
- ليلى كينونن على موقع IMDb (الإنجليزية)
- ليلى كينونن على موقع ميوزك برينز (الإنجليزية)
- ليلى كينونن على موقع أول ميوزيك (الإنجليزية)
- ليلى كينونن على موقع ديسكوغز (الإنجليزية)
- ليلى كينونن على موقع قاعدة بيانات الفيلم (الإنجليزية)

- قاعدة البيانات ليلى كينـّونن
- (بالإيطالية) صور لليلى كينـّونن على موقع لاست أف أم.